# Орден Святого апостола Андрія (Вселенський патріархат)
Орден Святого апостола Андрія або Архонти Вселенського Патріархату (англ. Order of St. Andrew the Apostle, грец. Τάγμα του Αγίου Αποστόλου Ανδρέα) — почесний орден та міжнародна громадська організація Вселенського Патріархату. Нагородження орденом та почесний титул архонта дарується Вселенським патріархом мирянам, відомим і шановним лідерам православно-християнської релігійної громади, на знак видатних заслуг перед Вселенською православною церквою; особам, яких відзначають за їх віддане служіння. Один із головних православних орденів у світі. 
Місією ордена є сприяння релігійній свободі, розвиток християнської віри. Організація служить бастіоном захисту та підтримки місіонерської діяльності Святого апостола Андрія. Орден займається також питаннями невід'ємних (базових) прав людини, де б і коли вони не були порушені, добробутом і спільним добробутом всієї християнської церкви.

## Історія
Почесний титул архонта та Орден Св. Андрія є однією з найдавніших православних почесних звань з часів Східної Римської (Візантійської) імперії. Сучасний Орден Святого апостола Андрія Вселенського Патріархату, кавалерами якого є архонти, був заснований 10 березня 1966 році за ініціативи Вселенського Патріарха Афінагора І. Тоді архієпископ Америки Яков надав честь архонтів першим тридцяти членам з православної архієпархії Америки. Першим великим командором Ордену був П'єр де Метс. Нинішнім Великим Командором є Ентоні Дж. Лімберакіс, доктор медичних наук. 
Після введення в Орден Святого апостола Андрія, особа отримує почесний титул  архонта, лауреат також дає присягу захищати та поширювати християнську православну віру та традицію. Орден Св. Андрія Вселенського Патріархату - це, по суті, історично найстаріша і найпрестижніша нагорода, якою можуть бути нагороджені миряни всього християнського православного світу.